# Cityterminalen

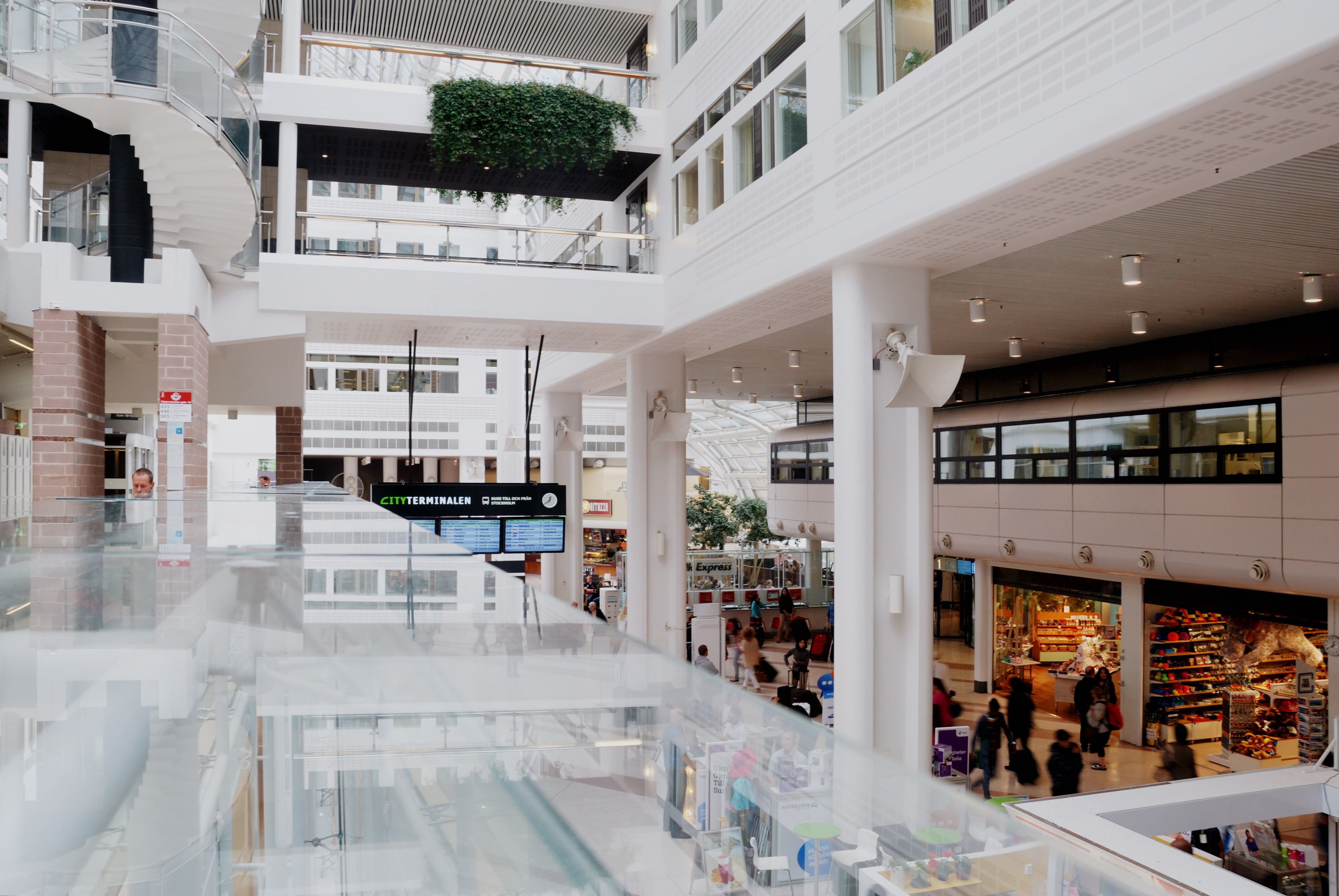
Il Cityterminalen nell'agosto 2011

Il Cityterminalen è il principale terminal bus della città di Stoccolma.
È situato presso il distretto di Norrmalm, all'esterno della stazione ferroviaria centrale, a cui è direttamente collegato. Un altro interscambio è quello con la stazione T-Centralen della metropolitana di Stoccolma.
Il Cityterminalen fa parte del World Trade Center di Stoccolma: l'intero edificio è stato progettato dall'architetto Ralph Erskine. La costruzione del terminal è iniziata il 3 giugno 1985, mentre l'apertura ufficiale è avvenuta il 20 gennaio 1989.
Il terminal è utilizzato anche dalla compagnia Flygbussarna, che effettua collegamenti verso i quattro aeroporti cittadini e verso i porti di Nynäshamn e Stadsgården.